# Римань (гміна)
Гміна Римань (пол. Gmina Rymań) — сільська гміна у північно-західній Польщі. Належить до Колобжезького повіту Західнопоморського воєводства.
Станом на 31 грудня 2011 у гміні проживало 4137 осіб.

## Територія
Згідно з даними за 2007 рік площа гміни становила 146.12 км², у тому числі:
- орні землі: 54.00%
- ліси: 39.00%

Таким чином, площа гміни становить 20.13% площі повіту.

## Населення
Станом на 31 грудня 2011:
| Опис     | Загалом | Загалом | Чоловіки | Чоловіки | Жінки | Жінки |
| -------- | ------- | ------- | -------- | -------- | ----- | ----- |
| одиниця  | осіб    | %       | осіб     | %        | осіб  | %     |
| все      | 4137    | 100     | 2067     | 49.96    | 2070  | 50.04 |
| міське   | 0       | 100     | 0        |          | 0     |       |
| сільське | 4137    | 100     | 2067     | 49.96    | 2070  | 50.04 |

## Сусідні гміни
Гміна Римань межує з такими гмінами: Бройце, Ґосьцино, Плоти, Ресько, Семишль, Славобоже.